# Korowia
Korowia (gr. Κορόβεια, tur. Kuruova) – wieś na Cyprze, w dystrykcie Famagusta. Położona jest na terenie republiki Cypru Północnego.